# Glenn Curtiss Mansion
La Glenn Curtiss Mansion est une maison américaine à Miami Springs, dans le comté de Miami-Dade, en Floride. Construite en 1925 dans le style Pueblo Revival, elle est inscrite au Registre national des lieux historiques depuis le 21 décembre 2001.